# Runmynt
Runmynt är mynt slagna med runskrift i legenden.  Runmynt slogs i England under vendeltiden.  Kända anglosaxiska runmyntare är Beonna, Epa, och Pada. I Danmark slogs runmynt under kung Sven Estridssons regering (1047-1074).
På nutida svenskt område finns endast ett exempel på runmynt, som präglades sannolikt på Gotland ca 1210, med inskriptionen '+Botulfi'. Sådana mynt har hittats framförallt i Baltikum. Myntutgivaren är okänd, liksom vem eller vad inskriptionen syftar på. Sankt Botulf, ett engelskt helgon, blev populärt i Skandinavien under början av medeltiden och kan möjligen vara den som åsyftas, men namnet i sig blev under samma tid populärt inte minst bland gotlänningar.

## Fotnoter
1. ↑  Myrberg, Nanouschka. 2010. Botulf – helgon eller frifräsare? Gotländskt Arkiv (2010). Visby.
2. ↑  Snædal, Thorgunn, 2004. Ingen gute hette Sven. Gotland Vikingaön, Gotländskt Arkiv. Visby.
3. ↑  von Friesen, Otto, 1942. Personal Names of the type Bótolfr. A Late Scandinavian Group of Names of English Origin. Uppsala.